# Dolno Jabolčište
Dolno Jabolčište (makedonska: Долно Јаболчиште) är en ort i Nordmakedonien. Den ligger i den centrala delen av landet, 30 kilometer söder om huvudstaden Skopje. Dolno Jabolčište ligger 886 meter över havet och antalet invånare är 360.